# Stöð 2

Stöð 2 ofwel Kanaal 2 in het Nederlands is een IJslandse televisiezender. De zender werd opgericht in 1986 nadat het monopolie van de IJslandse staatszender werd opgegeven. De meeste programma's die te zien zijn op Stöð 2 zijn geïmporteerde programma's uit de Verenigde Staten, Australië en Groot-Brittannië. Buitenlandse programma's worden ondertiteld in het IJslands.